# Campeonato da Europa de Atletismo de 2012 - 5000 m feminino
A prova dos 5000 metros feminino do Campeonato da Europa de Atletismo de 2012 foi disputada no dia 28 de junho de 2012 no Estádio Olímpico de Helsinque em Helsinque,  na Finlândia. 

## Recordes
Antes desta competição, os recordes mundiais e do campeonato nesta prova eram os seguintes:
|                       | Nome              | Nacionalidade | Tempo    | Local     | Data                |
| --------------------- | ----------------- | ------------- | -------- | --------- | ------------------- |
| Recorde mundial       | Tirunesh Dibaba   | Etiópia       | 14m11s15 | Oslo      | 6 de junho de 2008  |
| Recorde do campeonato | Elvan Abeylegesse | Turquia       | 14m56s18 | Barcelona | 1 de agosto de 2010 |
| Recorde europeu       | Liliya Shobukhova | Rússia        | 14m23s75 | Cazã      | 19 de julho de 2008 |

## Medalhistas
| Ouro                 | Prata                    | Bronze             |
| Olga Golovkina (RUS) | Lyudmyla Kovalenko (UKR) | Sara Moreira (PRT) |

## Cronograma
Todos os horários são locais (UTC+3).
| Data        | Hora  | Evento |
| ----------- | ----- | ------ |
| 28 de junho | 17:35 | Final  |

## Resultados
| Posição           | Atleta             | Nacionalidade | Tempo    | Notas                |
| ----------------- | ------------------ | ------------- | -------- | -------------------- |
| Medalha de ouro   | Olga Golovkina     | Rússia        | 15:11.70 |                      |
| Medalha de prata  | Lyudmyla Kovalenko | Ucrânia       | 15:12.03 |                      |
| Medalha de bronze | Sara Moreira       | Portugal      | 15:12.05 |                      |
| 4                 | Julia Bleasdale    | Grã-Bretanha  | 15:12.77 | Recorde pessoal      |
| 5                 | Roxana Bârcă       | Roménia       | 15:13.40 | Recorde pessoal      |
| 6                 | Nadia Ejjafini     | Itália        | 15:16.54 | Recorde pessoal      |
| 7                 | Almensh Belete     | Bélgica       | 15:22.15 | Recorde da temporada |
| 8                 | Elena Romagnolo    | Itália        | 15:24.38 |                      |
| 9                 | Judith Plá         | Espanha       | 15:27.62 | Recorde da temporada |
| 10                | Dudu Karakaya      | Turquia       | 15:29.71 |                      |
| 11                | Christine Bardelle | França        | 15:33.49 |                      |
| 12                | Barbara Maveau     | Bélgica       | 15:33.68 |                      |
| 13                | Layes Abdullayeva  | Azerbaijão    | 15:33.88 | Recorde da temporada |
| 14                | Silvia Weissteiner | Itália        | 15:39.23 |                      |
| 15                | Helen Clitheroe    | Grã-Bretanha  | 15:49.13 | Recorde da temporada |
| 16                | Maren Kock         | Alemanha      | 15:52.74 |                      |
| 17                | Lidia Rodríguez    | Espanha       | 16:07.73 |                      |
| 18                | Fadime Suna        | Turquia       | DNF      |                      |
| 18                | Sabine Fischer     | Suíça         | DNF      |                      |
| 18                | Johanna Lehtinen   | Finlândia     | DNF      |                      |
| 18                | Stephanie Twell    | Grã-Bretanha  | DNS      |                      |
| —                 | Svetlana Kireyeva  | Rússia        | 15:19.55 | Doping               |

Legenda
| Recorde mundial       | Recorde mundial (World record)               |                       | Recorde africano                      | Recorde africano (African) |                                           | Q | Classificado por posição (Qualified) |
| Recorde do campeonato | Recorde do campeonato (Championship record)  | Recorde da América    | Recorde da América (Americas)         | q                          | Classificado por melhor tempo (Qualified) |   |                                      |
| Melhor marca do ano   | Melhor marca do ano (World leading)          | Recorde asiático      | Recorde asiático (Asian)              | DNS                        | Não largou (Did not start)                |   |                                      |
| Recorde nacional      | Recorde nacional (National record)           | Recorde europeu       | Recorde europeu (European)            | DNF                        | Não terminou (Did not finish)             |   |                                      |
| Recorde pessoal       | Recorde pessoal do atleta (Personal best)    | Recorde da Oceania    | Recorde da Oceania (Oceania)          | DSQ / DQ                   | Desclassificado (Disqualified)            |   |                                      |
| Recorde da temporada  | Recorde da temporada do atleta (Season best) | Recorde sul-americano | Recorde sul-americano (South America) | NM                         | Sem marca (No mark)                       |   |                                      |